# Glochidion philippicum
Glochidion philippicum là một loài thực vật có hoa trong họ Diệp hạ châu. Loài này được (Cav.) C.B.Rob. mô tả khoa học đầu tiên năm 1909.